# Politzka
Politzka ist ein Ortsteil der Gemeinde Tiefenbach im Oberpfälzer Landkreis Cham in Bayern.

## Geographische Lage
Die zwei Gebäude der Einöde Politzka liegen auf den südlichen Ausläufern des Frauenstein-Schneeberg-Massivs an der Straße, die beim östlichen Ortseingang von Hoffeld nach Altenschneeberg abzweigt.

## Geschichte
Politzka wird 1969 als Ortsteil von Altenschneeberg erwähnt.
Laut Amtlichem Ortsverzeichnis von 1991 gehörte Politzka zu Hoffeld.